# Turó de l'Alzinar
El Turó de l'Alzinar és una muntanya de 399 metres que es troba entre els municipis de Barcelona, a la comarca del Barcelonès i de Sant Cugat del Vallès, a la comarca del Vallès Occidental.